# Parc provincial du Lac La Hache
Pour les articles homonymes, voir Hache (homonymie).
Le parc provincial du Lac La Hache (anglais : Lac La Hache Provincial Park) est un parc provincial de la Colombie-Britannique (Canada) situé dans le district régional de Cariboo. Le parc de 28 ha a été créée en 1956 dans le but d'offrir une halte routière et un terrain de camping le long de la route 97. Il est administré par BC Parks.

## Toponymie
Le lac doit son nom au lac la Hache dont la rive marque le sud du parc. Il y a deux hypothèses quant au nom du lac : Soit qu'un trappeur canadien-français ait perdu sa hache dans le lac ou soit qu'une mule ayant un chargement rempli de haches se soit noyé dans le lac (possiblement gelé). Quant au parc, il a obtenu son nom lors de sa création en 1956.